# W.A.R. (We Are Renegades)
W.A.R. (We Are Renegades) – trzeci solowy album Pharoahe Moncha, wydany w 2011 roku. Płyta charakteryzuje się wysoce polityczną wymową tekstów Moncha.
Utwór Calculated Amalgamation powstał jako reakcja na Arabską Wiosnę.

## Lista utworów
| 1.  | „The Warning” (feat. Idris Elba)                       | 0:52  |
|     |                                                        |       |
| 2.  | „Calculated Amalgamation”                              | 2:48  |
|     |                                                        |       |
| 3.  | „Evolve”                                               | 2:40  |
|     |                                                        |       |
| 4.  | „W.A.R.” (feat. Immortal Technique & Vernon Reid)      | 4:25  |
|     |                                                        |       |
| 5.  | „Clap (One Day)” (feat. Showtyme & DJ Boogie Blind)    | 3:30  |
|     |                                                        |       |
| 6.  | „Black Hands Side” (feat. Styles P & Phonte)           | 4:31  |
|     |                                                        |       |
| 7.  | „Let My People Go”                                     | 3:55  |
|     |                                                        |       |
| 8.  | „Shine” (feat. Mela Machinko)                          | 4:08  |
|     |                                                        |       |
| 9.  | „Haile Selassie Karate” (feat. Mr. Porter)             | 2:23  |
|     |                                                        |       |
| 10. | „The Hitman”                                           | 3:25  |
|     |                                                        |       |
| 11. | „Assassins” (feat. Jean Grae & Royce da 5’9”)          | 4:32  |
|     |                                                        |       |
| 12. | „The Grand Illusion (Circa 1973)” (feat. Citizen Cope) | 5:16  |
|     |                                                        |       |
| 13. | „Still Standing” (feat. Jill Scott)                    | 5:18  |
|     |                                                        |       |
|     |                                                        | 47:43 |
|     |                                                        |       |